# 海丰话
海丰话是汉藏语系汉语族闽语支闽南语的一种方言，通行于中國广东省汕尾市海丰县中部、南部和沿海地区及城区，包括海城、鲘门、赤坑、大湖、汕尾、马宫等地，以及惠州市惠東縣局部。海丰话使用者人数约占海丰县全境总人口的80%，当地人称之为學佬話、福佬話或鶴佬話。
海丰话以海丰县的海城鎮口音为代表口音，与陆丰话存在较高地相似性，在广东省境内，这两种方言往往被合称为海陆丰话，为海陆丰人的母语。海豐縣在歷史上長期管轄陸豐一帶，直至清朝雍正九年（1731年）才析置陸豐縣，因此某些語境下，海豐話就是海陸豐話的代名詞。
廣東省惠州市惠東縣及汕尾市（海陸豐）都有早期的漳泉移民，他們使用的閩南語發音為極偏漳州音的漳泉濫，讀音及用字仍與漳州地區有着極高的相似度，能夠順利溝通。

## 名稱
惠東縣的母語者自稱「福佬話」，惠州客家人稱之「學佬話」，兩個稱呼都用以區別陸豐以東潮汕一帶通行的潮汕話。
臺湾客家語有「海陸腔」，其代代相傳的歷史為來自海豐、陸豐地區的客家人及客家話，而不是海陆丰閩南話。

## 歷史
元末明初，海豐全縣8都僅有3,330戶11,248人，每平方公里未滿2人（海豐縣誌編撰委員會2003:53）；明萬曆十年（1582年）全縣8都僅4,850戶19,600人，每平方公里僅3.3人（海豐縣地方誌編纂委員會2005:156）。2010年潘家懿、鄭守治寫道「元明之際的「海豐縣」還幾乎是一片蠻荒。它的人口絕大多數都是在明初至清初的三百年間從閩南、閩西和贛南等地輾轉遷入的。由於入粵時間短，原鄉的方言就都還基本保存著。特別是在語音方面，惠博小片（註：惠州福佬話）的全部和陸海小片（註：海陸豐話）的近一半地域，至今仍是漳州腔的閩南語，與入粵歷史悠久的潮汕話口音差異十分顯著。」

## 方言片区
各地使用的海丰话大同小异，若从语音差别为标准，海丰话又分为以下几个方言片区：
- 海城片：以城关话（海城话）为代表，通行于海丰县中心的城东、梅陇、联安、陶河，以及县城以西的鮜门、赤石等地、县城东南的可塘、赤坑等地。使用者最多、影响力最大。
- 汕尾片：以汕尾话为代表，通行于汕尾沿海的马宫、田墘、捷胜、东涌和大湖、红草的大部分地方。
- 公平片：通行于海丰县公平镇内及附近乡村的福佬话地区。

## 音韵体系

### 音系
海丰话的海城口音中有17个声母、再加上一個零声母。以及72个韵母與8个单字声调。

#### 声母
海丰话的海城口音中有17个声母、再加上一個零声母。
|        |        | 唇音      | 唇音     | 齿龈音    | 齿龈音    | 软颚音    | 软颚音   | 声门音   |
| 清音   | 濁音   | 清音      | 濁音     | 清音      | 濁音      | 清音      |          |          |
| ------ | ------ | --------- | -------- | --------- | --------- | --------- | -------- | -------- |
| 鼻音   | 鼻音   |           | m 明门问 |           | n 女农软  |           | ŋ 阴牙五 |          |
| 塞音   | 不送氣 | p 布白八  | b 米马味 | t 灯竹茶  |           | k 古猴九  | g 月牛玉 | ʔ 有鸭安 |
| 塞音   | 送氣   | pʰ 皮片怕 |          | tʰ 天甜丑 |           | kʰ 溪开起 |          |          |
| 塞擦音 | 不送氣 |           |          | ʦ 精纸十  | dz 入而日 |           |          |          |
| 塞擦音 | 送氣   |           |          | ʦʰ 秋草村 |           |           |          |          |
| 擦音   | 擦音   |           |          | s 山心四  |           |           |          | h 鱼海化 |
| 边音   | 边音   |           |          |           | l 柳路六  |           |          |          |

#### 韵母
海豐話有86个韵母。
|              | [i] 衣医余     | [u] 污有坞     |                | [iʔ] 页         | [uʔ] 呃         |
| [a] 亚阿丫   | [ia] 呀爷冶    | [ua] 蛙瓦哇    | [aʔ] 鸭押      | [iaʔ] 益液      | [uaʔ] 活        |
| [o] 窝涡蚝   | [io] 腰姚摇    |                | [oʔ] 学呃      | [ioʔ] 约药      |                 |
| [e] 哑夜也   |                | [ue] 卫话锅    | [eʔ] 呃嗝狭    |                 | [ueʔ] 划获惑    |
| [ai] 埃爱哀  |                | [uai] 歪移     |                |                 | [uaiʔ] □        |
|              |                | [ui] 威伟位    |                |                 |                 |
| [ei] 鞋矮会  |                | [uei] 喂       |                |                 |                 |
| [au] 欧呕喉  | [iau] 妖耀遥   |                | [auʔ] 卷       | [iauʔ] 跃       |                 |
| [ou] 乌湖芋  | [iu] 忧邮右    |                |                |                 | [iuʔ] 滴的韵母  |
| [m̩] 姆唔     |                |                | [m̩ʔ] 打的韵母  |                 |                 |
| [ŋ̩] 秧央嗯   |                |                | [ŋ̩ʔ] 嗯        |                 |                 |
|              | [im] 音阴荫    |                |                | [ip]邑挹浥      |                 |
| [am] 庵颔暗  | [iam] 奄睒炎   | [uam] 凡的韵母 | [ap] 压盒匣    | [iap] 叶腌      | [uap] 法的韵母  |
| [om] 掩      |                |                | [op] 撮的韵母  |                 |                 |
|              | [in] 恩瘾印    | [un] 温稳运    |                | [it] 乙一逸     | [ut] 笏郁       |
| [aŋ] 安红按  | [iaŋ] 嫣铅氧   | [uaŋ] 汪鲩旺   | [ak] 恶沃垩    | [iak] 约粤阅    | [uak] 挖        |
| [oŋ] 翁嗡戆  | [ioŋ] 雍容勇   |                | [ok] 屋握伏    | [iok] 育浴鬻    |                 |
| [eŋ] 英荣营  |                | [ueŋ] 恒的韵母 | [ek] 忆亿译    |                 |                 |
|              | [ĩ] 丸圆椅     |                |                | [ĩʔ] 睡         |                 |
| [ã] 仔伢掩   | [iã] 影映赢    | [uã] 鞍碗旱    | [ãʔ] 咬的韵母  | [iãʔ] 蝶        | [uãʔ] 辣的韵母  |
| [õ] 耗的韵母 | [iõ] 羊杨洋    |                | [õʔ] 膜的韵母  |                 |                 |
| [ẽ] 楹蔫永   |                | [uẽ] 横的韵母  | [ẽʔ] 脉的韵母  |                 | [uẽʔ] 捏的韵母  |
| [ãi] 闲眼要  |                | [uãi] 弯       | [ãiʔ] 研的韵母 |                 | [uãiʔ] 敲的韵母 |
|              |                | [ũi] 黄䘼酸    |                |                 |                 |
| [ãu] 瞧      | [iãu] 鸟的韵母 |                | [ãuʔ] □        | [iãuʔ] 臲的韵母 |                 |

注释：
1. ↑  [kiʔ53]事[kuaiʔ53]事：啰嗦事多
2. ↑  芋[hãuʔ53]：半生不熟的芋艿

### 声调
海豐話有8个单字声调，加下划线代表发音短促。
| 標號 | 1       | 2       | 3       | 4       | 5       | 6       | 7       | 8       |
| 調類 | 陰平    | 陽平    | 陰上    | 陽上    | 陰去    | 陽去    | 陰入    | 陽入    |
| 音值 | ˧˧ (33) | ˥˥ (55) | ˥˩ (51) | ˧˥ (35) | ˨˩ (21) | ˧˩ (31) | ˩˨ (12) | ˥˥ (55) |
| 例字 | 诗      | 时      | 死      | 是      | 世      | 示      | 闪      | 蚀      |

## 连读变调
连读变调，即两个或两个以上音节连读的时候，前字的声调受后字声调的影响而发生变化。
海丰话连读变调有两种情况：一种是前字发生变调，后字一概不变调。另一种是为了強調前字而使前字不变调，但后字读作轻声。
海丰话连读变调时，前字变调的规律如下表：
| 前字調類 | 陰平 33 | 陽平 55 | 陰上 51 | 陽上 35 | 陰去 21 | 陽去 31 | 陰入 12 | 陽入 55 |
| 前字變調 | 低平 22 | 陽去 31 | 陰去 21 | 低平 22 | 陽平 55 | 低平 22 | 陽入 55 | 陰入 12 |
| 例詞     | 刚才    | 雷公    | 古典    | 近来    | 对立    | 树木    | 急忙    | 合作    |

连读时产生了一个新的调值22，被称为低平，往往被表记为第九调。

## 词汇

### 文白异读
海陆丰话有白读音及文读音二套完全不同语音系统，几乎每个文字均有白读音及文读音，而且其中的差别非常大，如：我（文读ngó，白读uá)，香（文读hiang，白读hionn及phang（音韵上说应为“芳”字），臭（文读ngiù，白读tshàu）、数（文读sòu，白读siàu）、东（文读tong，白读tang）等等。

### 倒装词汇
海陆丰话有大量的倒装词汇，举例如下：
风台（台风）、鞋拖（拖鞋）、闹热（热闹）

## 异同
海陸豐雖與潮汕地區接壤，並在地理上均屬於粵東，但海陆丰话与潮州话在语调及用语习惯上有不少的区别。对于海丰话應否列入潮汕话，还有很大争议。
海丰话在闽南语中的系属存在争议，《中国语言地图集》认为其属于闽南语潮汕片，但由于海陆丰闽南语使用者通常不认同“潮州话”、“潮汕话”的称谓，亦有其他語言學家认为海豐話属闽南语的泉漳片，或與陸豐話合稱「陸海片」或「汕尾片」。在学术研究中，多使用“粤东闽语”一词指称粵東一帶的潮州話和海陸豐話。
海丰话和潮州话之间无论在语音、词汇还是语法上都大体相近，因此交流没有太大障碍。海陆丰話与潮州話的主要差异表现在语音和韻母上。海丰话保留的韵尾比潮州话较为完整些。
惠州市惠东县靠近海丰县的部分村镇，使用海丰學佬話。
台灣國立台中教育大學台灣語文學系教授兼主任，曾研究臺灣話的洪惟仁對海陸豐話有「海陸豐境內的漳州話」的提法（洪惟仁，《台灣方言之旅》，前衛出版社，1994年，台北）。
海陆丰话、潮州话、廈門話和臺灣話都同樣是閩南語之漳州音和泉州音的混合，相對來說，海陆丰话有較多字音和漳州話相同，潮州话較多字音與泉州話相同。
海陆丰话、潮州话都和漳州話、泉州话、東南亞福建話、台灣話有大量相同和相似的語言狀況，许多字音和词汇一定程度上同音。但由於語調和口音的差異，雙方只能進行極為簡單的對話或根本不能對話。
但在兩地的接壤地區，如陸豐東部甲子三鎮，居民可以和揭陽惠來進行有微小障礙的通話。

### 与潮汕音区别举例
- 潮汕音中的ir /ɯ/韵，海陆丰音为i /i/的：如
  - 你（潮汕音lir，海陆丰音li）；
  - 去（潮汕音khir，海陆丰音khi）；
  - 豬（潮汕音tir，海陆丰音ti）。
  - 魚（潮汕音hir，海陆丰音hi）。

- 潮州音中的oi韵，海丰音为ei（海丰话没有oi韵），如
  - 鞋（潮汕音oi，海陆丰音ei）；
  - 会（潮汕音oi，海陆丰音ei）；
  - 买（潮汕音boi，海陆丰音bei）；
  - 细（潮汕音soi，海陆丰音sei）。
  - 第（潮汕音toi，海陆丰音tei）。
  - 齊（潮汕音tsoi，海陆丰音tsei）。

- 不同的词汇：
  - 零细（潮汕为“物件”）；
  - 住（海陆丰音“紮”，海陆丰常用“住”，也有人和潮汕一样）；
  - 底地（意为“哪里”，潮汕为“底塊”）；
  - 秀（意为“漂亮”，潮汕为“雅”）；
  - 厝（意为“家”，潮汕为“内”）。

## 參閱
- 海豐話拼音方案
- 陸豐話

## 外部連結
- Southern Min Dialect Spelling System （中文）
- 鹭水芗南-闽南语部落 （页面存档备份，存于）
- 台灣歌仔冊 （页面存档备份，存于）
- 台灣羅馬字協會（页面存档备份，存于）
- 中研院語言所 - 期刊目錄
- Daiuan Giannrboex
- 臺灣閩南語羅馬拼音及其發音學習網 （页面存档备份，存于）
- .   [2021-08-08]. （原始内容存档于2021-07-19）.
- .   [2021-08-08]. （原始内容存档于2021-07-14）.
- Search for data in: Chinese Dialects （页面存档备份，存于）